# Ivšićev zakon
Ivšićev zakon, također poznat kao Stangov zakon, naglasni je zakon praslavenskoga jezika koji je dobio ime po otkrivačima Stjepanu Ivšiću, koji ga je otkrio 1911. godine, i Christianu Schweigaardu Stangu, koji ga je neovisno o Ivšiću otkrio 1957. godine.
Taj zakon objašnjava nastanak praslavenskog neoakuta u naglasnoj paradigmi b kroz povlačenje na prethodni slog.

## Povlačenje s naglašenih slabih jerova
U kasnom razdoblju praslavenskoga jezika kratki vokali *ь i *ъ (poznati kao jerovi) razvili su se u „jake” i „slabe” jerove prema Havlíkovu zakonu. Naglašeni slabi jerovi više nisu mogli nositi naglasak i on se povukao na prethodni slog. Taj je slog dobio novi uzlazni naglasak: neoakut.
U starim čakavskim dijalektima i štokavskim dijalektima, npr. u slavonskom dijalektu, taj je neoakut sačuvan kao zaseban naglasak, različit od starog akuta i cirkumfleksa.

## Povlačenje sa središnjeg sloga naglašenog cirkumfleksom
Povlačenje se također dogodilo sa središnjeg sloga naglašenog cirkumfleksom. Primjerice, na glagolima s *-iti. Na primjeru potvrda nȍsīte i vrãtite Ivšić je prepostavio ranije oblike *nosȋte, *vortȋte, koji bi također stvorili neoakut povlačenjem dugog cirukmfleksa na raniji slog.
Posuđenice iz drugih jezika pokazuju kako je Ivšićev zakon djelovao nakon Dibova zakona i kako ga je djelomice poništio.
Usporedba kasne posuđenice:
- PSl. *kȁrlju > (Dibov zakon) *karlju̍  > (Ivšićev zakon) *kãrlju > čakavski krãlj.